# Рыков, Пётр Сергеевич
Пётр Серге́евич Рыков (род. 30 декабря 1981, Великий Новгород, Новгородская область, РСФСР, СССР) — российский актёр театра и кино, модель, телеведущий.

## Биография
Пётр Рыков родился 30 декабря 1981 года в Новгороде. Детство провёл в Смоленске, куда семья переехала из Новгорода. В Смоленске поступил в музыкальную школу, а после окончания общеобразовательной школы три года (1998—2001) проучился в Смоленском музыкальном училище имени М. И. Глинки по классу классической гитары. После третьего курса поменял направление и поступил на факультет иностранных языков Смоленского гуманитарного университета (СГУ). Позже перевёлся в Московский гуманитарный институт (МГИ) им. Дашковой, который окончил в 2006 году по специальности «Лингвистика и межкультурная коммуникация». Имеет диплом переводчика английского и немецкого языков.
В 2006—2010 годах работал в фэшн-бизнесе в Милане, Париже, Гамбурге, Токио, Нью-Йорке, Лос-Анджелесе на такие бренды как Dolce & Gabbana, Armani, Neil Barrett, Esquire, Maison Bohemique, Henderson и др.
В 2007 году был ведущим шоу талантов «СТС зажигает суперзвезду» на телеканале СТС совместно с Тиной Канделаки и Артемом Душкиным.
В 2009—2010 годах учился в Школе драмы Германа Сидакова (базовый курс по профессии «Актёр драматического театра и кино»).
В 2010 году поступил во ВГИК им. С. А. Герасимова. В 2014 году окончил актёрский факультет ВГИКа по специальности «Актёр драматического театра и кино» (мастерская И́горя Никола́евича Ясуло́вича).
Активно снимается в кино. Работает в Московском театре Олега Табакова. В 2012-2016 гг. работал в  Московском драматическом театре им. Пушкина
Увлекается поэзией и музыкой. В 2019 г. основал группу «Камень». В социальных сетях ведёт официальный аккаунт в Инстаграм.

## Роли в театре

### Дипломные / Учебный театр ВГИК
«730 шагов» Ф. М. Достоевского (реж. Г. Лифанов) — Порфирий Петрович

«Мещане» М. Горького (реж. К. Сбитнев) — Тетерев

### Школа драмы Германа Сидакова
А. П. Чехов «Чайка», отрывок из пьесы (реж. Наталья Конюкова) — Тригорин

Ф. М. Достоевский «Идиот» (монолог, реж. Виктория Лобачёва) — Рогожин

М. А. Булгаков «Дни Турбиных», отрывки из пьесы (реж. Анна Носатова, Дмитрий Барин) — Николай Турбин

А. П. Чехов «Иванов», отрывок из пьесы (реж. Софья Иголкина) — Львов

### Московский драматический театр им. Пушкина
- 2012 — «Великая магия», Э. де Филиппо, реж. Евгений Писарев — эпизод[10]
- 2013 — «Дама с камелиями», А. Дюма-сын, реж.-хореограф Сергей Землянский — Варвиль-младший[11]
- 2013 — «Мера за меру», У. Шекспир, реж. Деклан Доннеллан — Клавдио[12][13]
- 2014 — «Рождество О. Генри», мюзикл П. Экстрома, перевод и реж. Алексей Франдетти — Джим[14][15][16]
- 2016 — «Дом, который построил Свифт», Г. Горин, реж. Евгений Писарев — Учёный[17][18][19]

### Московский театр Олега Табакова
- 2017 — «Кинастон», спектакль по пьесе Д. Хэтчера[англ.] Complete Female Stage Beauty, реж. Евгений Писарев — Виллерс, герцог Бэкингемский, аристократ[20]

## Фильмография
1. 2010 — Без слов (короткометражка, реж. Иван Шахназаров) — немецкий солдат
2. 2011 — Натка (короткометражка, реж. Дмитрий Гриценко) — Семён
3. 2012 — Авторский метод (короткометражка, реж. Иван Шахназаров) — киллер
4. 2012 — Вера (короткометражка, реж. Рустам Ильясов) — первый дуэлянт
5. 2012 — Игроки (короткометражка, реж. Иван Шахназаров) —
6. 2012 — На закате нашего рассвета (короткометражка, реж. Павел Иванов) —
7. 2013 — Привычка расставаться (фильм, реж. Екатерина Телегина) — Максим
8. 2013 — Истребители (сериал) — Васильев
9. 2013 — Рок (Fate, короткометражка) — Шмон
10. 2014 — Корабль (сериал производства телеканалов «Ю» и СТС, с 31-й серии) — Андрей, участник проекта «Александрия»
11. 2014 — Тигрёнок (короткий метр, реж. Рустам Иляьсов)
12. 2015 — Помню — не помню! (фильм, реж. Василий Ровенский) — Никита
13. 2015 — Квест (телесериал по заказу канала СТС) — Пётр Сергеевич Греков («Грек»), автослесарь, техник-перегонщик
14. 2015 — Взгляд из прошлого (сериал) — Марк Сосновский
15. 2015 — Мамочки (российско-украинский сериал, 1-й сезон) — бывший муж Светы
16. 2015 — Крыша мира (сериал, 2-й сезон) — Марк
17. 2015 — Окрылённые (сериал) — Дитер
18. 2016 — Ложь во спасение (сериал) — Андрей Забродин, журналист
19. 2016 — Мосгаз. Дело № 4: Шакал (сериал, реж. Евгений Звездаков) — Клайд Бэрроу (в кадрах из фильма об американских грабителях Бонни и Клайде)
20. 2016 — Охотники (сериал) — Илья, фарцовщик
21. 2017 — Максимальный удар (сериал, реж. Анджей Бартковяк) — эпизод
22. 2017 — Ничто не случается дважды (сериал, 1-й сезон) — Юрий Потехин
23. 2017 — Оптимисты (сериал по заказу канала «Россия 1», реж. Алексей Попогребский) — Илья, музыкант[21][22]
24. 2017 — Хождение по мукам (сериал, производство «Всемирные русские студии») — Жуков, офицер
25. 2017 — Себе на заметку (короткометражка, реж. Таир Полад-заде) —
26. 2018 — Проигранное место (фильм) — парень из легенды
27. 2018 — Берёзка (сериал, реж. Александр Баранов)— Алексей Покровский, сын Надежды Светловой, солист ансамбля «Берёзка», муж Варвары Горшковой[23][24][25]
28. 2018 — Кровавая барыня (сериал по заказу канала «Россия 1», реж. Егор Анашкин)— Сергей Васильевич Салтыков, родственник мужа Дарьи Салтыковой и первый фаворит императрицы Екатерины II[26]
29. 2018 — Я жив — Глеб
30. 2019 — Годунов. Продолжение (сериал, реж. Алексей Андрианов и Тимур Алпатов) — Василий Васильевич Голицын, князь, боярин[27]
31. 2019 — Подсудимый (сериал) — Алексей Нестеров и Дмитрий Нестеров, братья-близнецы[28]
32. 2019 — Прятки (Hide and Seek) (фильм) — Максим Шумов
33. 2019 — Женский доктор-4 (сериал) — Александр Родионов, доктор[29][30]
34. 2019 — Матрёшка — Герцог
35. 2019 — Украденная жизнь (сериал, реж. Юрий Лейзеров) — Олег
36. 2020 — Рикошет (сериал) — Павел Белов, оперуполномоченный полиции[31][32]
37. 2020 — Успеть всё исправить / Встигнути все виправити (сериал, Украина) — Егор Александрович Кормильцев, бизнесмен[33]
38. 2020 — Водоворот / Проти течії (сериал, Украина) — Руслан Калинин, владелец яхт-клуба, вдовец[34]
39. 2020 — Солнечный круг (сериал) — Александр Ершов, пианист[35]
40. 2020 — Чужая сестра (сериал) — Евгений Павлович Удальцов[36]
41. 2020 — Женский доктор-5 (сериал) — Александр Родионов, доктор
42. 2020 — Верная подруга / Вірна подруга (сериал, Украина) — Игорь, скрипач
43. 2020 — Ничто не случается дважды / Ніщо не трапляється двічі (сериал, Украина) — Юрий Потехин / Герман Пиковый[37]
44. 2020 — Вместе навсегда (сериал, реж Глеб Якубовский) — Роман Гордеев, бизнесмен, владелец подпольного казино
45. 2021 — Я иду тебя искать-1. Московское время (сериал по заказу канала «ТВ Центр», реж. Карен Захаров) — Mаксим Швец[38]
46. 2021 — Я иду тебя искать-2. За закрытыми дверями (сериал, реж. Карен Захаров) — Mаксим Швец
47. 2021 — Я иду тебя искать-3. Бумеранг (сериал, реж. Алексей Праздников) — Mаксим Швец[39][40]
48. 2021 — Я иду тебя искать-4. Паранойя (сериал, реж. Алексей Праздников) — Mаксим Швец
49. 2021 — Семейный портрет / Сімейний портрет (сериал, Украина) — Фёдор Быков, младший брат[41]
50. 2021 — Любовь матери / Любов матері (сериал, Украина) — Дмитрий[42]
51. 2021 — Тайна Лилит (сериал) — Роман Павлович
52. 2021 — Беспринципные-2 — Виталик
53. 2021 — Дело рук утопающих — Алексей Терещенко
54. 2021 — Доктор Надежда — Александр Родионов, доктор
55. 2021 — На близком расстоянии | At Close Distance
56. 2022 ― Красный Яр (сериал) — Павел Иванович Никитин, инженер
57. 2022 — Монастырь — Сергей
58. 2022 — Холодные берега. Возвращение (сериал) — Игорь Тарасов, следователь СК, подполковник
59. 2022 ― Ловец снов (сериал, реж. Иван Шурховецкий, Россия) ― Никита Тарасов, ресторатор
60. 2022 — Рикошет-2 (сериал) — Павел Белов, оперуполномоченный полиции
61. 2022 — Русские (сериал) — Жорж Готье / Антон Вязин[43]
62. 2022 — Я иду тебя искать-5 — Mаксим Швец
63. 2022 — Я иду тебя искать-6 — Mаксим Швец
64. 2023 — Ищейка. Новые серии (сезон 7) — Илья Марков
65. 2024 ― 10 дней до весны  — Андрей
66. 2024 ― Ангелы не жужжат  — мужчина в машине
67. 2024 — Дождь на исходе лета — Александр Дымов
68. 2024 — Истребители. Битва за Крым — Ганс Шольбе
69. 2024 — Молодёжка. Новая смена — Виктор, бизнесмен
70. 2024 — Спецкоры — Максим Потапов
71. 2024 — Тур с Иванушками — Паша, жених Аси
72. 2024 — Я иду тебя искать-7 — Mаксим Швец
73. 2024 — Я иду тебя искать-8 — Mаксим Швец
74. 2024 — Я иду тебя искать-9. Увлечение — Mаксим Швец
75. 2024 — Я иду тебя искать-10. Кошачьи глаза — Mаксим Швец
76. 2024 ― Кордон ― бывший пограничник Саша Дымов
77. 2025 — Много ненастных дней (сериал телеканала «Домашний», в производстве) —  Игорь Смелянский, известный скрипач[44][45]
78. 2025 — Литвяк (фильм, реж. Андрей Шальопа, Ким Дружинин, в производстве) — Алексей Соломатин[46]
79. 2025 ― Злые люди ― (в производстве) Алексей Лыков

## Клипы
- 2010 — «Явка провалилась» видео Михаила Харламова (Studio GS)[47]
- 2013 — «Не родись красивой» Группа Фабрика.[48]
- 2013 — «Zolla» рекламный ролик[49]
- 2014 — «Моя мелодия» 5sta Family & DJ Pankratov
- 2014 — «Maison Bohemique» видеолукбук весенней коллекции[50]
- 2014 — «Супергерой» Баста (Саундтрек к фильму: Новый Человек Паук. Высокое Напряжение)[51]
- 2015 — «Золотыми рыбками» МакSим[52]
- 2017 — «Мосты» Анна Ряпасова[53]
- 2017 — «Я одна» Кристина Орса[54]
- 2017 — «Экстремальная поездочка по России» видеоролик TинькоффБанк[55]
- 2022 — «Пыяла» Аигел[56]

## Интервью
25 апреля 2017 для Ok-magazin.ru
9 ноября 2018 для WomanHit
11 ноября 2019 для телеканала «Домашний»
22 ноября 2019 для Ok-magazin.ru
21 декабря 2021 для BrightStories

## Награды и номинации
2011 — Лауреат фестиваля «Святая Анна» за актёрскую работу в короткометражном фильме «Без слов» режиссёра И. Шахназарова.
2013 — Международный фестиваль ВГИК, лучшее исполнение мужской роли (Шмон) в фильме «Рок» реж. Иван Шахназаров, специальный приз Гильдии актеров кино России за роль Тетерева в спектакле «Мещанe» и приз фонда имени Т. Ф. Макаровой и С. А. Герасимова за профессионализм и творческую перспективу, проявившиеся в работе над дипломным спектаклем «Мещанe»